# Алушкина, Александра Корнеевна
Александра Корнеевна Алушкина — советский политический деятель, депутат Верховного Совета СССР 1-го созыва (1938—1946).

## Биография
Родилась в Рассказово в 1916 году. Член ВКП(б) с 1939 года.
С 1932 года - на хозяйственной, общественной и политической работе. В 1932-1968 гг. — ткачиха, помощник директора, директор Арженской суконной фабрики, второй секретарь Рассказовского горкома ВКП(б), инструктор, заместитель заведующего промышленным отделом, заведующий отделом легкой промышленности, заместитель заведующего промышленно-транспортным отделом Тамбовского обкома ВКП(б), заместитель председателя Тамбовского облисполкома, секретарь промышленного облпрофсовета, облсовпрофа Тамбовской области.
Избиралась депутатом Совета Союза Верховного Совета СССР 1-го созыва от Тамбовской области.
Умерла в 1992 году.